# The Haunting of Whaley House
Pour plus de détails, voir Fiche technique et Distribution.
The Haunting of Whaley House (en français : La hantise de la maison Whaley) est un film d'horreur américain, produit par The Asylum et réalisé par Jose Prendes, sorti en 2012. Il met en vedette Stephanie Greco, Alex Arleo, Arielle Brachfeld et Graham Denman.

## Synopsis
La jeune et jolie Penny Abbot (Stephanie Greco) travaille en tant que guide touristique à la Whaley House, une attraction touristique située à San Diego, en Californie. La maison est considérée comme la pire maison hantée d’Amérique. Penny ne croit pas aux fantômes et ne prend pas vraiment son travail au sérieux, mais ses amis sont fascinés par la supposée maison hantée. Penny accorde donc à ses amis une visite privée de la maison après les heures officielles d’ouverture au public. Le groupe décide de mettre à l’épreuve son courage et d’oser y passer la nuit dans l’espoir d’observer des fantômes. Mais la chasse au fantôme des amateurs se transforme en quelque chose qu’ils n’auraient jamais pu imaginer.

## Distribution
- Alex Arleo : Jake Wildman
- Arielle Brachfeld : Vanessa Dane
- Graham Denman : Craig Gavin
- Stephanie Greco : Penny Abbot
- Caroline Croup : Giselle James
- Lynn Lowry : Béthanie Romero
- Howard McNair : Keith Drummond
- Jason Owsley : Ray Roundtree
- Jon Briddell : Officier de police Downs
- Leigh Davis : Touriste psychique
- Jon Kondelik : Casey Martin
- Maria Olsen : Anna Whaley
- Shawn C. Phillips : Matthew 'Meathouse' Carter
- Abigail Digna Prendes : Marion, fille fantôme
- Jeff Pride : Officier de police Gates
- Donne Lawson : Simon Weintraub
- Mindy Robinson : Bonbons à gogo
- Ralph William Tarr : Thomas Whaley
- Alfred Rubin Thompson : Bobo le gardien
- Robert Younis : Officier de police Jones[1]

## Accueil

### Réception critique
Le film est sorti le 31 juillet 2012. Il a reçu un score d’utilisateur de 47 (sur 100) sur The Movie Database (TMDb), qui a rassemblé des critiques de 39 utilisateurs bien connus. Sur Rotten Tomatoes, en revanche, il n’a obtenu que le score de 12%.